# Parco nazionale De Loonse en Drunense Duinen
Il parco nazionale De Loonse en Drunense Duinen(in olandese: Nationaal Park De Loonse en Drunense Duinen) è un parco nazionale situato nel Brabante Settentrionale, nei Paesi Bassi.